# 克拉斯諾亞爾斯克邊疆區
克拉斯諾亞爾斯克邊疆區（羅馬化：Krasnoyarsky krai）是俄羅斯聯邦主體之一，位於西伯利亞中部。根據2005年4月17日的公民投票，兩個主體級自治區泰梅爾（多爾干-涅涅茨）自治區和埃文基自治区於2007年1月1日合併入本区。面積2,339,700 km²（俄羅斯第2，佔國土面積13%），人口2,856,971（2021年），首府克拉斯諾亞爾斯克。

## 地理環境
克拉斯諾亞爾斯克邊疆區位於西伯利亞中部，佔據了西伯利亞聯邦區的近一半，幾乎將其一分為二，從南部的薩彥嶺沿葉尼塞河延伸到北部的泰米爾半島，綿延3,000公里（1,900 英里）。它與薩哈共和國、伊爾庫茨克州、圖瓦共和國、哈卡斯共和國、亞馬洛-涅涅茨自治區、漢特-曼西自治區、克麥羅沃州、托木斯克州和秋明州接壤，并且瀕臨北冰洋的喀拉海和拉普捷夫海。
克拉斯諾亞爾斯克邊疆區的最高點是東薩彥嶺的格朗季奥兹内峰，海拔2,922米（9,587英尺）。

### 水文地理
克拉斯諾亞爾斯克邊疆區位於北冰洋盆地；大量流經邊疆區的河流最終流入北冰洋。邊疆區的主要河流是葉尼塞河及其支流（從南到北）：坎河、安加拉河、石泉通古斯河、下通古斯河和塔納馬河。
克拉斯諾亞爾斯克邊疆區境内有數千個湖泊。最大的湖泊包括贝洛耶湖、贝廖湖、格盧博科耶湖、伊塔特湖、漢泰湖、拉巴斯湖、拉馬湖、雅希那湖、泰梅爾湖和耶謝伊湖。河流和湖泊盛產魚類。

### 氣候
克拉斯諾亞爾斯克邊疆區的氣候是強烈的大陸性氣候，全年溫度變化很大。漫長的冬季和短暫的炎熱夏季是大部分人口所居住的中部和南部地區的特點。克拉斯諾亞爾斯克邊疆區的轄區橫跨三個氣候區：極地氣候、副極地氣候和亞寒帶濕潤氣候。在北部，全年氣溫超過10°C（50°F）的天數不足40天，而在南部，這樣的天數為110-120天。
克拉斯諾亞爾斯克邊疆區北部的 1 月平均氣溫為-36°C（-32.8°F），南部為-18°C（-0.4°F）；7 月平均氣溫則分別為北部的5-10°C（41-50°F）和南部的20°C（68°F）。境内的 Ary-Mas 森林有地球上緯度最高的樹綫。平均年降水量為316毫米（12.4 英寸）（在薩彥嶺山麓可達1,200毫米（47英寸））。邊疆區中部的積雪期從11月初持續到次年3月下旬。薩彥嶺内高於2,400-2,600米（7,900-8,500英尺）的山峰和普托拉納高原上高於 1,000-1,300 米（3,300-4,300 英尺）的地區被永久積雪覆蓋。在列索西比爾斯克以南的低海拔地區不存在永久凍土，但隨著向北移動，永久凍土從北緯58度附近的零星凍土逐漸變爲北緯60度附近的大面積不連續凍土，而在北緯63度以北則是連續凍土。

### 半島與島嶼
克拉斯諾亞爾斯克邊疆區的海岸線上有數個著名的半島：從西到東主要是米尼納半島、米哈伊洛夫半島、泰梅爾半島（轄區内最大的半島，其本身包含查利亞半島、奥斯卡拉半島和切柳斯金角）和卡拉图姆斯半島。
克拉斯諾亞爾斯克邊疆區沿岸有大量島嶼，自西向東主要有西比里亞科夫島、諾索克島、迪克森島、弗恩島、布列霍夫斯基 島（位於葉尼塞灣）、克列斯托夫斯基島、卡緬内群島、兹韋羅博伊群島、拉比林托維耶群島、普拉夫尼克群島、科洛索維赫島、莫納群島、里卡切娃島、加夫里洛娃島、别卢哈和 普罗多尔戈瓦蒂群島、諾登舍爾德群島、芬利群島、海伯格群島、斯塔儸卡多姆斯基島、小泰梅爾島、共青團真理報群島、法杰伊群島和彼得群島。一些更遠海域的島嶼包括波爾休伊島、斯韋德魯普島、中央执行委员会消息报群岛、北極研究所群島、基洛夫群島、烏耶季涅尼亞島、沃羅寧島、北地群島和烏沙科夫島。

## 人口
根據俄羅斯2021年人口普查的結果，克拉斯諾亞爾斯克邊疆區總人口（含 2007 年并入的泰梅爾自治區和埃文基自治區）為2,856,971人。先前年份的統計數據分別為2,828,187（2010年普查），3,023,525（2002年普查）和3,596,260（1989年普查）。

### 民族構成
克拉斯諾亞爾斯克边疆区的人口主要由俄羅斯族和前蘇聯的一些其他民族組成。西伯利亞原住民不超過總人口的1%。
根據2021年人口普查的結果，主要民族占比如下：
| 民族       | 2021年統計        |
| ---------- | ----------------- |
| 俄羅斯族   | 2,382,723 (93.6%) |
| 韃靼族     | 19,418 (0.8%)     |
| 塔吉克族   | 12,968 (0.5%)     |
| 阿塞拜疆族 | 11,658 (0.5%)     |
| 烏克蘭族   | 11,601 (0.5%)     |
| 柯爾克孜族 | 10,652 (0.4%)     |
| 其他       | 95,645 (3.8%)     |